# James Bowen
James Bowen (Surrey, 15 maart 1979) is een Engels schrijver en straatmuzikant. 
Na een moeilijke jeugd werd Bowen dakloos en raakte verslaafd aan heroïne. In de lente van 2007 zat hij in een methadonprogramma en woonde in een flat in Londen in het kader van een begeleidwonenproject. In de hal van de flat vond hij een gewonde kat. Toen hij geen eigenaar kon ontdekken bracht hij de kat naar een dierenarts, die antibiotica voorschreef. Voor de duur van de kuur nam hij het dier in huis terwijl hij bleef zoeken naar de eigenaar ervan. Toen hij deze na de twee weken van de kuur nog niet gevonden had liet hij de kat op straat los in de hoop dat deze zou terugkeren naar waar hij vandaan kwam. In plaats daarvan volgde de kat Bowen, zelfs toen hij de bus nam om aan de slag te gaan als straatmuzikant. Hij besloot de kat te houden en gaf hem de naam Bob naar een personage in Twin Peaks. Vanaf dat moment nam Bowen Bob de kat steeds mee naar zijn werk op zijn vaste speelplekken en ook toen hij de daklozenkrant Big Issue ging verkopen. Het publiek zette filmpjes van Bowen en Bob op YouTube hetgeen nieuwe toeristen aantrok. In deze periode bouwde hij het methadonprogramma af en schreef het succes toe aan de kat. Een plaatselijke krant schreef over Bowen en zijn kat en de literair agent Mary Pachnos, die de Britse rechten beheert van het boek Marley and Me regelde een boekcontract voor Bowen. Van het met Garry Jenkins geschreven autobiografisch boek A Street Cat Named Bob werden sinds het in 2012 uitkwam meer dan een miljoen exemplaren verkocht en het werd vertaald in meer dan 25 talen, waaronder in het Nederlands onder de titel Bob de straatkat en met de ondertitel hoe ik het leven van een kat redde en hij dat van mij (ISBN 9789044337440). In 2013 verscheen The World According to Bob (De wereld volgens Bob, ISBN 9789044342819), geschreven met James Buchan en Bob: No Ordinary Cat, een voor kinderen aangepaste versie van het eerste boek. In oktober van datzelfde jaar kwam het zoekplaatjesboek Where in the World is Bob? uit waarin Bowen en Bob gevonden moeten worden in een mensenmassa in tekeningen van internationale locaties.
Bob de kat werd op 15 juni 2020 door een auto aangereden en stierf aan zijn verwondingen. Hij is minstens veertien tot vijftien jaar oud geworden.

## Publicaties
- A Street Cat Named Bob (2012)
- Bob: No Ordinary Cat (2013) - speciale adaptatie van A Street Cat Named Bob
- The World According to Bob (2013)
- For the Love of Bob (2014) - speciale adaptatie van The World According to Bob
- A Gift from Bob (2014)
- The Little Book of Bob: Life Lessons from a Street-wise Cat (2018)